# Elisheva Michaeli

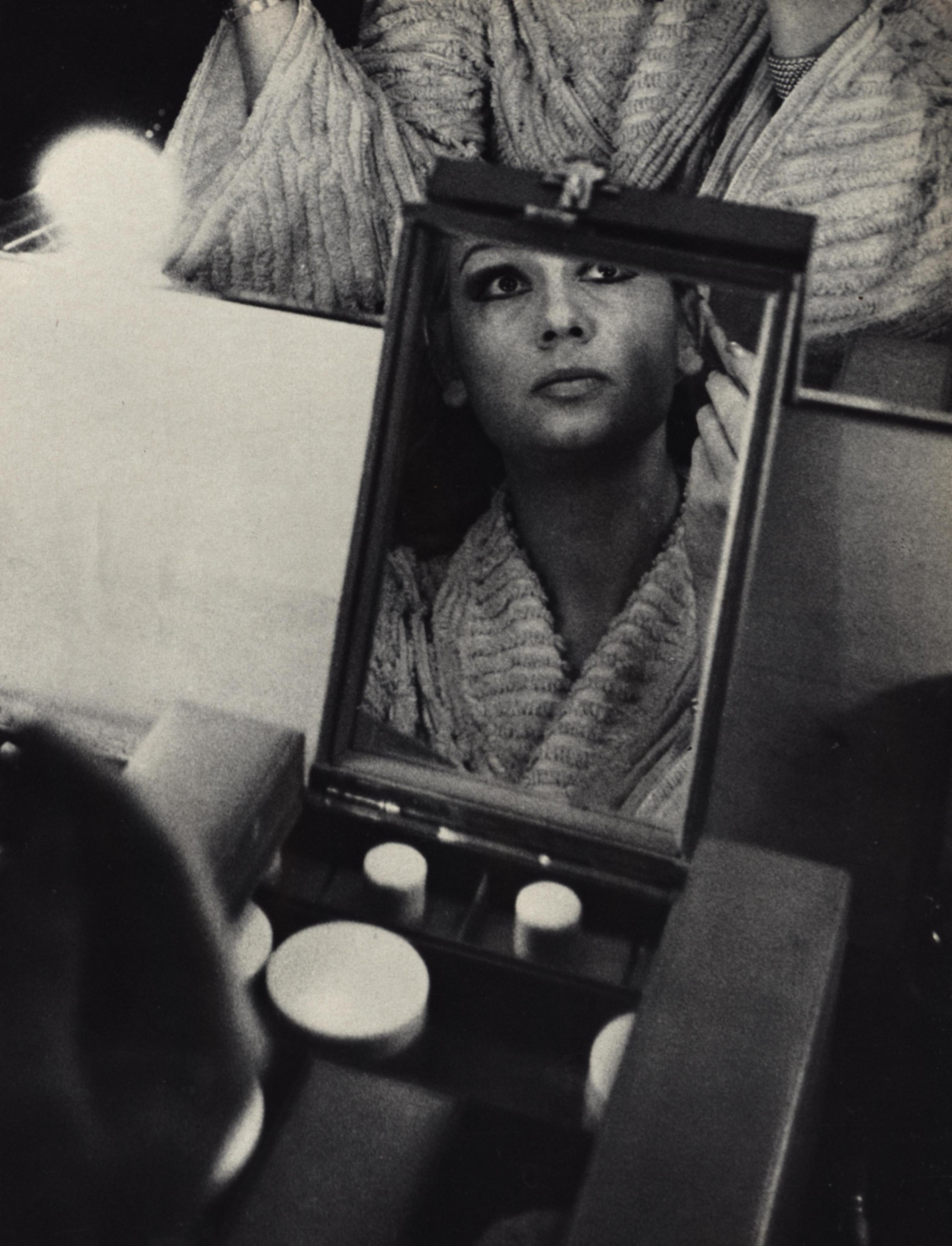
Elisheva Michaeli

Elisheva Michaeli (hebräisch אלישבע מיכאלי; * 17. Juni 1928 in Israel; † 2. Januar 2009) war eine israelische Schauspielerin.

## Leben
Elisheva Michaeli wuchs in Tel Aviv-Jaffa auf. Im Alter von 18 Jahren heiratete sie Moshe Michaeli, der während des Palästinakrieges fiel. Im Alter von 19 Jahren war sie mit einem fünf Monate alten Baby eine Kriegswitwe. Ab 1955 spielte sie Theater und debütierte 1954 in Aryeh Laholas Drama Even Al Kol Meel. Obwohl sie vermehrt kleinere Filmrollen hatte, etablierte sich Michaeli hauptsächlich auf der Bühne und spielte fast ausschließlich Theater. So spielte sie viele Jahre in Haifa (Theater Haifa) und kurz bevor sie 1998 Israel verließ in Tel Aviv. Ab 1998 lebte sie in Florida, ab 2002 in Wien und anschließend wieder in Israel, nahe Ir haKarmel. Im Jahr 2003 hatte sie mit ihrer Darstellung in Amit Liors Drama Sippuray Battej Kafe’ ihren größten Erfolg, als sie als Beste Hauptdarstellerin für den israelischen Filmpreis, den Ophir Award, nominiert wurde.
Am 2. Januar 2009 verstarb Michaeli an den Folgen einer Eierstockkrebs-Erkrankung.

## Filmografie (Auswahl)
- 1954: Even ʿAl Kol Mīl (Ein Stein auf jede Meile)
- 1969: Der Blaumilchkanal (Teʿalat Blaumilch)
- 1974: Charlie VaChetzi
- 1986: Teʿalat Blaumilch
- 2003: Sippurej Battej Kafe’

## Auszeichnung (Auswahl)
- Ophir Award
- 2003: Nominierung als Beste Hauptdarstellerin für Sipuray Bate Kafe’